# Peter Heining
Peter Heining (* 1947/1948) ist ein ehemaliger deutscher Basketballspieler.

## Leben
Heining nahm im Spieljahr 1970/71 mit der Mannschaft des SV St. Georg am Wettkampfbetrieb der Basketball-Bundesliga teil. Er war bester Korbschütze der Mannschaft, verpasste mit ihr jedoch den Klassenerhalt. Zur Saison 1971/72 wechselte Heining innerhalb Hamburgs zum Bundesliga-Aufsteiger Hamburger TB. Durch seine guten Leistungen war er ein Anwärter auf einen Platz im Aufgebot der bundesdeutschen Nationalmannschaft für die Olympischen Sommerspiele 1972, wurde letztlich aber nicht in den Olympiakader berufen. 1973 gelang ihm der Sprung in die Nationalmannschaft.
Nachdem er mit dem HTB aus der Bundesliga abgestiegen war, spielte er mit den Hanseaten in der 2. Basketball-Bundesliga. 1978 zog er sich aufgrund seines Lehramtsstudiums (Fächer: Englisch und Sport) zunächst aus der Mannschaft zurück, kam im November 1978 aber zurück. Er kehrte 1979 mit der Mannschaft in die höchste Spielklasse zurück und war anschließend wiederum Akteur der Hamburger in der Bundesliga.